# Rámszari egyezmény
A rámszari egyezmény, hivatalos nevén Egyezmény a nemzetközi jelentőségű vadvizekről, különös tekintettel a vízimadarak élőhelyeire, az egyik legrégebbi nemzetközi természetvédelmi egyezmény.
A 20. század közepén minden addiginál gyorsabban pusztultak, sérültek az addig érintetlen vizes területek, s ez nemzetközi összefogáshoz vezetett. Egy iráni kisvárosban, Rámszarban 1971. február 2-án tartott nemzetközi találkozón megfogalmazták és elfogadták az egyezmény szövegét, amely 1975. december 21-én lépett érvénybe.

## Az egyezmény
A rámszari egyezmény célja a vizes élőhelyek megőrzésének elősegítése, és az ehhez szükséges jogi, intézményi keretek megalapozása. Az általa létrehozott Nemzetközi jelentőségű vadvizek jegyzékében minden részt vevő állam legalább egy vadvizes területe szerepel. A részes felek a szerződés aláírását követően öt év elteltével kiléphetnek az egyezményből.
A Nemzetközi jelentőségű vadvizek jegyzékében (a rámszari listán) ma már több mint 1900 helyszín szerepel, együttes területük kb. 1 900 000 km². A legtöbb helyszínnel (168) az Egyesült Királyság rendelkezik, a legnagyobb területű vizes élőhellyel Kanada szerepel, több, mint 130 000 km², csak a Queen Maud-öböl 62 800 km². Magyarországról máig 29 élőhelyet vettek fel, melyek összterülete 260 668 hektár (2607 km²).

## Részt vevő országok és belépésük éve
- 1975: Ausztrália, Dél-afrikai Köztársaság, Finnország, Görögország, Irán, Norvégia, Svédország
- 1976: Bulgária, Egyesült Királyság, Németország, Pakisztán, Svájc, Új-Zéland
- 1977: Jordánia, Olaszország, Oroszország, Szenegál
- 1978: Dánia, Izland, Lengyelország
- 1979: Magyarország
- 1980: Hollandia, Japán, Marokkó
- 1981: Chile, Kanada, Portugália, Tunézia
- 1982: India, Spanyolország
- 1983: Ausztria, Mauritánia
- 1984: Algéria, Uruguay
- 1985: Írország, Suriname
- 1986: Belgium, Franciaország, Mexikó
- 1987: Amerikai Egyesült Államok, Gabon, Mali, Niger
- 1988: Egyiptom, Ghána, Nepál, Uganda, Venezuela
- 1989: Málta, Vietnám
- 1990: Bissau-Guinea, Bolívia, Burkina Faso, Csád, Guatemala, Kenya, Panama, Srí Lanka
- 1991: Ecuador, Fehéroroszország, Horvátország, Liechtenstein, Macedónia, Románia, Szlovénia, Ukrajna, Zambia
- 1992: Argentína, Banglades, Bosznia-Hercegovina, Costa Rica, Indonézia, Kína, Montenegró, Peru, Szerbia
- 1993: Brazília, Csehország, Guinea, Honduras, Litvánia, Örményország, Pápua Új-Guinea, Szlovákia, Trinidad és Tobago
- 1994: Észtország, Fülöp-szigetek, Törökország
- 1995: Comore-szigetek, Lettország, Malajzia, Namíbia, Paraguay, Togo
- 1996: Albánia, Elefántcsontpart, Kongói Demokratikus Köztársaság
- 1997: Bahama-szigetek, Botswana, Dél-Korea, Gambia, Grúzia, Izrael, Malawi, Monaco, Nicaragua
- 1998: Bahrein, Belize, Jamaica, Kolumbia, Kongói Köztársaság, Luxembourg, Mongólia, Szíria, Thaiföld
- 1999: Kambodzsa, Libanon, Madagaszkár, Salvador
- 2000: Benin, Líbia, Moldova, Sierra Leone, Tanzánia
- 2001: Azerbajdzsán, Ciprus, Kuba, Mauritius, Nigéria, Tádzsikisztán
- 2002: Burundi, Dominikai Köztársaság, Saint Lucia, Üzbegisztán
- 2003: Dzsibuti, Egyenlítői-Guinea, Kirgizisztán, Libéria, Palau
- 2004: Lesotho, Marshall-szigetek, Mozambik
- 2005: Antigua és Barbuda, Mianmar, Seychelle-szigetek, Szamoa, Szudán, Zöld-foki Köztársaság
- 2006: Barbados, Fidzsi-szigetek, Kamerun, Közép-afrikai Köztársaság, Ruanda, São Tomé és Príncipe
- 2007: Egyesült Arab Emírségek, Kazahsztán
- 2008: Irak, Jemen
- 2009: Türkmenisztán
- 2010: Laosz
- 2012: Andorra, Bhután, Grenada
- 2013: Dél-Szudán, Kiribati, Omán, Szváziföld, Zimbabwe
- 2015: Kuvait
- 2018: Észak-Korea
- 2019: Vanuatu
- 2021: Angola

## Magyarország rámszari területei
Az alábbi táblázat a Magyarországon található huszonkilenc, összesen 260 668 hektárra kiterjedő rámszári terület főbb adatait sorolja fel a hivatalos lista alapján.
| Terület megnevezése                                        | Földrajzi kistáj                       | Nemzeti park igazgatóság            | Azonosító | Felvétel dátuma     | Terület   |
| ---------------------------------------------------------- | -------------------------------------- | ----------------------------------- | --------- | ------------------- | --------- |
| Balaton                                                    | Balaton                                | Balaton-felvidéki Nemzeti Park      | 0421      | 1989. március 17.   | 59 800 ha |
| Baradla-barlangrendszer                                    | Aggteleki-hegység                      | Aggteleki Nemzeti Park              | 1092      | 2001. augusztus 14. | 02 056 ha |
| Béda-Karapancsa                                            | Mohácsi-sziget, Mohácsi teraszos sík   | Duna–Dráva Nemzeti Park             | 0901      | 1997. április 30.   | 08 669 ha |
| Biharugrai-halastavak                                      | Kis-Sárrét                             | Körös–Maros Nemzeti Park            | 0903      | 1997. május 26.     | 02 791 ha |
| Bodrogzug                                                  | Bodrogköz                              | Aggteleki Nemzeti Park              | 0422      | 1989. március 17.   | 04 220 ha |
| Borsodi-Mezőség                                            | Borsodi-Mezőség                        | Bükki Nemzeti Park                  | 1745      | 2008. február 20.   | 18 471 ha |
| Csongrád-bokrosi Sós-tó                                    | Kiskunsági löszös hát                  | Kiskunsági Nemzeti Park             | 1409      | 2004. december 4.   | 0 865 ha  |
| Dél-balatoni halastavak és berkek                          | Somogyi parti sík                      | Balaton-felvidéki Nemzeti Park      | 1963      | 2011. június 9.     | 09 483 ha |
| Felső-kiskunsági-puszta                                    | Csepeli-sík                            | Kiskunsági Nemzeti Park             | 1646      | 2006. október 6.    | 13 177 ha |
| Felső-kiskunsági-tavak                                     | Solti-sík                              | Kiskunsági Nemzeti Park             | 0187      | 1979. április 11.   | 07 393 ha |
| Felső-Tisza                                                | Beregi-sík, Rétköz                     | Hortobágyi Nemzeti Park             | 1410      | 2004. január 10.    | 26 871 ha |
| Fertő tó                                                   | Fertő-medence                          | Fertő–Hanság Nemzeti Park           | 0420      | 1989. március 17.   | 08 432 ha |
| Gemenc                                                     | Tolnai-Sárköz                          | Duna–Dráva Nemzeti Park             | 0900      | 1997. április 30.   | 19 770 ha |
| Hortobágy                                                  | Hortobágy                              | Hortobágyi Nemzeti Park             | 0189      | 1979. április 11.   | 32 037 ha |
| Ipoly-völgy                                                | Alsó-Ipoly-völgy, Középső-Ipoly-völgy  | Duna–Ipoly Nemzeti Park Igazgatóság | 1093      | 2001. augusztus 14. | 02 304 ha |
| Kardoskúti Fehér-tó                                        | Csongrádi-sík                          | Körös–Maros Nemzeti Park            | 0184      | 1979. április 11.   | 0 492 ha  |
| Kis-Balaton                                                | Kis-Balaton-medence                    |                                     | 0185      | 1979. április 11.   | 14 659 ha |
| Kolon-tó                                                   | Kiskunsági-homokhát                    | Kiskunsági Nemzeti Park             | 0902      | 1997. április 30.   | 03 059 ha |
| Mártély                                                    | Dél-Tisza-völgy                        | Kiskunsági Nemzeti Park             | 0186      | 1979. április 11.   | 02 324 ha |
| Montág-puszta                                              | Csongrádi-sík                          | Körös–Maros Nemzeti Park            | 1746      | 2008. február 20.   | 02 203 ha |
| Nyirkai-Hany                                               | Hanság                                 | Fertő–Hanság Nemzeti Park           | 1644      | 2006. október 6.    | 0 421 ha  |
| Ócsai-turjános                                             | Pesti-hordalékkúpsíkság                | Duna–Ipoly Nemzeti Park Igazgatóság | 0418      | 1989. március 17.   | 01 146 ha |
| Pacsmagi-tavak                                             | Kelet-Külső-Somogy                     | Duna–Dráva Nemzeti Park             | 0904      | 1997. április 30.   | 0 439 ha  |
| Pusztaszer (Fehér-tó, Csaj-tó, Büdös-szék, Labodár, Sasér) | Dél-Tisza-völgy, Kiskunsági löszös hát | Kiskunsági Nemzeti Park             | 0188      | 1979. április 11.   | 05 000 ha |
| Rába-völgy                                                 | Alsó-Rába-völgy                        | Őrségi Nemzeti Park                 | 1645      | 2006. október 6.    | 09 552 ha |
| Rétszilasi-tavak                                           | Sárvíz-völgy                           | Duna–Ipoly Nemzeti Park Igazgatóság | 0899      | 1997. április 30.   | 01 494 ha |
| Szaporcai-Ős-Dráva                                         | Dráva-sík                              | Duna–Dráva Nemzeti Park             | 0182      | 1979. április 11.   | 0 289 ha  |
| Tatai tóvidék (Öreg-tó, Réti-tavak, Fényes-tavak)          | Győr–Tatai-teraszvidék                 | Duna–Ipoly Nemzeti Park Igazgatóság | 0419      | 1989. március 17.   | 01 897 ha |
| Velencei és dinnyési természetvédelmi területek            | Velencei-medence                       | Duna–Ipoly Nemzeti Park Igazgatóság | 0183      | 1979. április 11.   | 01 354 ha |